# Manuel Rosales
Manuel Rosales Guerrero, né le 12 décembre 1952 à Santa Bárbara del Zulia (en), est un homme politique vénézuélien. Il est gouverneur de l'État de Zulia entre 2000 et 2008 et de nouveau depuis novembre 2021.

## Biographie
Il fait des études de juriste à l'université des Andes, dans l'État de Mérida. Manuel Rosales est catholique, marié avec Eveling Trejo et a neuf enfants. En 1997, il reçoit une bénédiction du pape Jean-Paul II, ainsi qu'un prix : le Premio Nacional Zuliano de Oro. Fondateur de l'Université « Del Sur del Lago », il a été membre du parti Action démocratique (Acción Democrática), qu'il quitte en 1995 à la suite de quoi il fonde Un nouveau temps (Un Nuevo Tiempo). 
Le parti obtient quatre députés à l'Assemblée nationale à sa première participation aux élections parlementaires nationales en 2000.
De 1983 à 1994, il est député à l'Assemblée Législative du Zulia, pour Action démocratique. 
Ensuite, il est élu maire de Maracaibo, la deuxième ville du Venezuela et capitale de son État. 
Il est maire jusqu'en 2000, lorsqu'il gagne les élections au poste de gouverneur de l'État de Zulia. 
Puis il est élu pour un autre mandat avec 54 % des voix, battant le candidat soutenu par le gouvernement qui a obtenu 40 %. 
Manuel Rosales Guerrero est l'un des deux gouverneurs vénézuéliens opposés au gouvernement socialiste.
En avril 2002, il soutient le coup d'État contre Chávez de Pedro Carmona, mais l'a regretté plus tard.
Le 9 août 2006, il est nommé candidat de l'opposition vénézuélienne à la présidence. Avec pour slogan « Atrévete » (« Ose »), il est soutenu par huit partis vénézuéliens, Un nouveau temps (social-démocrate), Primero Justicia (droite), Comité d'organisation politique électorale indépendante (COPEI, social-chrétien), etc., pour affronter le président sortant Hugo Chávez le 3 décembre. Il est finalement battu, avec 36,85 % des suffrages exprimés, contre 62,89 % pour Chavez. 

### Élections régionales et municipales du 23 novembre 2008
Pour les élections régionales et municipales de 2008, Manuel Rosales annonce sa candidature à la mairie de Maracaibo, charge qu'il a déjà occupée de 1996 à 2000. Pour obtenir la mairie de cette grande cité, il est soutenu par tous les partis d'opposition vénézuéliens (les anti-chavistes), incluant Un nouveau temps, Primero Justicia, Action démocratique et COPEI. Contre lui, soutenu par Hugo Chávez et le Parti socialiste unifié du Venezuela, se dresse un homme politique local, Henri Ramírez.

### Accusations de corruption
Le 24 avril 2009, Interpol lance, à la demande de juges vénézuéliens, un mandat d'arrêt international à l'encontre de Manuel Rosales, accusé de corruption. En fuite au Pérou, celui-ci ne s'était pas présenté aux tribunaux au Venezuela pour une convocation le 20 avril. Il est finalement arrêté le 15 novembre 2015 et détenu en prison jusqu'au 31 décembre 2016.

### Élections régionales de 2021
Aux élections régionales de 2021, il est de nouveau élu gouverneur de l'État de Zulia.